# Broaryd
Broaryd – miejscowość (tätort) w Szwecji, w regionie administracyjnym (län) Jönköping, w gminie Gislaved.
Według danych Szwedzkiego Urzędu Statystycznego liczba ludności wyniosła: 284 (31 grudnia 2015), 289 (31 grudnia 2018) i 299 (31 grudnia 2019).

## Galeria

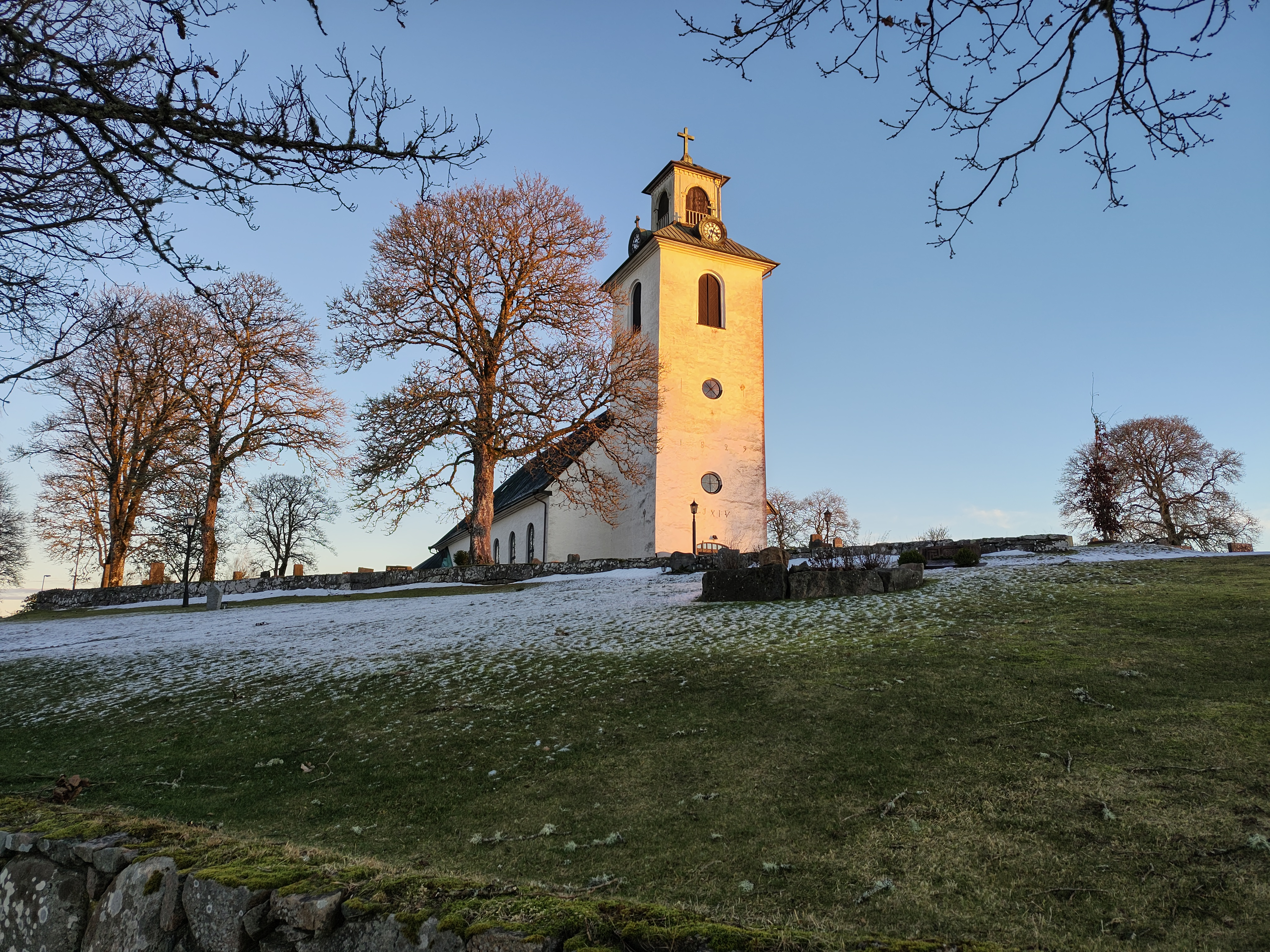
Kościół „Södra Hestra”(inne języki)
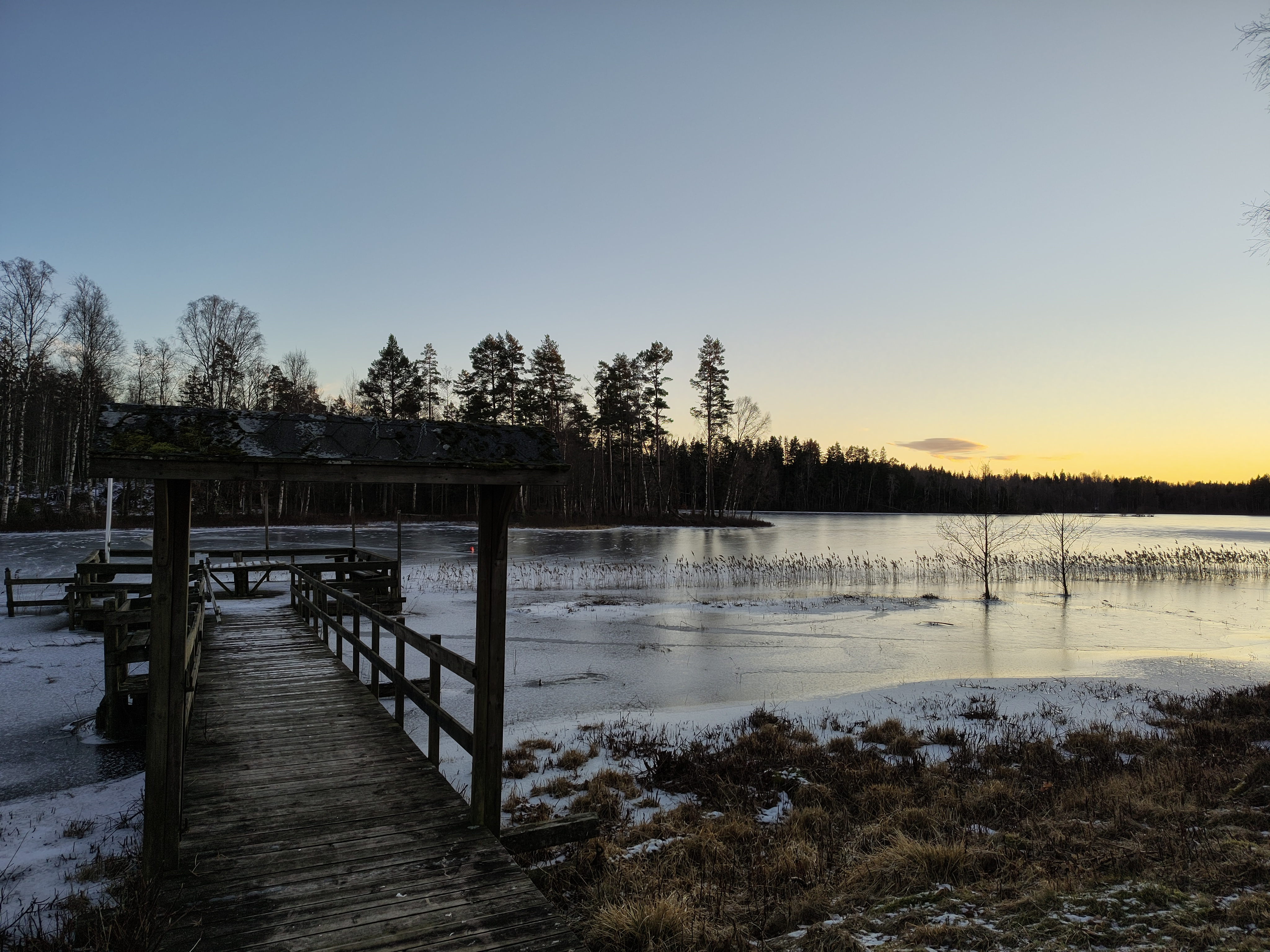
Jezioro Hestra(inne języki) zimą
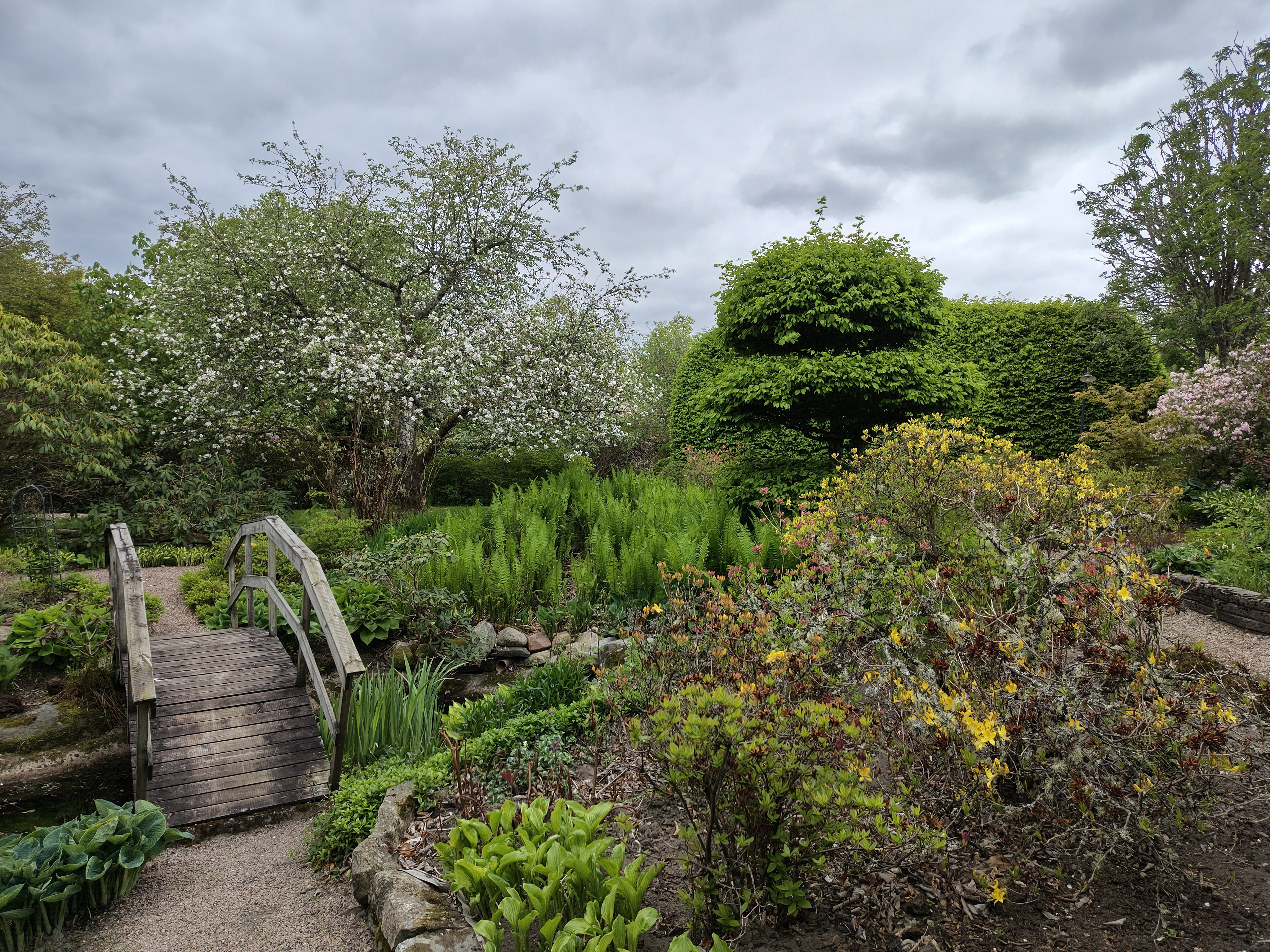
Ogród botaniczny Kärrhults gård(inne języki)